# Cucurbita cylindrata
Cucurbita cylindrata är en gurkväxtart som beskrevs av Liberty Hyde Bailey. Cucurbita cylindrata ingår i släktet pumpor, och familjen gurkväxter. Inga underarter finns listade i Catalogue of Life.